# Plutothrix bicolorata
Plutothrix bicolorata är en stekelart som först beskrevs av Maximilian Spinola 1808.  Plutothrix bicolorata ingår i släktet Plutothrix och familjen puppglanssteklar. Arten är reproducerande i Sverige. Inga underarter finns listade i Catalogue of Life.